# 超级玛丽 (组合)
超級瑪麗是中國女子組合，於2005年推出首張專輯《我愛你520》。2006年，準備與寰宇國際簽約。但在2006年3月1日在出租屋內因爲直排式熱水器故障導致煤氣中毒，兩人皆成爲植物人。10月16日羅驚因併發症去世，而韓萱漸漸好轉，已由植物人狀態轉爲最小意識狀態（或閉鎖症候群）。此事件在2006年被中國主流媒體廣泛且持續的報導，引起熱議。

## 簡介
超級瑪麗組合由羅驚和韓萱兩人組成，兩人皆是武漢人，羅驚生於1985年，韓萱生於1986年。2003年，在北京就讀清華大學繼續教育學院的羅驚找到了自己的初中好友韓萱，組建了超級瑪麗樂隊，在2003年底一次清華大學的演出上首次登臺。2005年，由寰宇唱片發行了首張專輯《我愛你520》，其中「我的懶貓」和「我愛你」兩首歌曾在QQ音樂人氣榜上獲得過第一第二名。

## 煤氣中毒事故

### 事件經過
2006年3月1日凌晨3點多，在參加完朋友的音樂會後，兩人回到自己的出租屋。之後便與外界失去聯繫。3月2日下午3時餘，兩人的朋友劉然在多次聯繫未成之後，推斷兩人可能是煤氣中毒，向警方報警，警方以劉然並非房東也並非兩人直系親屬爲由，拒絕強行打開門查看。3月3日上午8時許，隔壁鄰居家用房東鑰匙打開房門，才發現兩人已經因直排式熱水器導致的煤氣中毒而深度昏迷。
兩人皆因腦損傷成爲植物人，經搶救後生命體徵漸漸平穩。雖然有各方愛心人士的捐贈，但因爲兩人家庭均無力負擔高昂的治療費用，羅驚於7月14日，韓萱於8月27日分別轉回武漢治療，在醫院短暫治療後便轉回家中護理。10月13日，羅驚因感冒出現嘔吐抽搐症狀，14日送入協和醫院搶救，15日因顱內感染和繼發性癲癇不治身亡，10月15日也是同伴韓萱的生日。
而韓萱經過長期的護理，病情已逐步好轉，脫離了植物人的混沌狀態，能自行短時間站立以及對周圍環境作出反應，進入稍好的最小意識狀態（或閉鎖症候群）狀態。

### 索賠
最初雙方家庭起訴潘家園派出所與房東，控告派出所接到報警後存在着嚴重不作爲，房東“严重违反有关安全出租房屋的规定和继续使用有严重安全隐患燃气具”，兩人索賠金額合計近2700萬元。歷時4年，2010年12月9日，該案終於在北京宣判，判決結果認爲「超級瑪麗」組合自身對直排式熱水器的隱患認識不足，應負70%的責任，房東因沒有保證房屋設施的安全，負30%的責任，最終判賠兩家共89萬元。

## 外部連結
- 在線試聽：超級瑪麗組合--《我要我的愛》等 （页面存档备份，存于）
- 在線試聽：《我的懒猫》 - 超级玛丽 （页面存档备份，存于）